# Berta Aroca i Chica
Berta Aroca i Chica   (Mataró, 18 de desembre de 2001) és una creadora de contingut en català. És coneguda per ser pionera dins del sector, com també Long Li Xue i Juliana Canet. Té més de 240.000 seguidors a TikTok i 30.000 a Instagram. D'ençà del 2020, treballa per a Adolescents.cat fent contingut de tota mena a les xarxes socials. També va aparèixer durant tota una temporada a la secció "descoBerta Aroca" d'El món a RAC1, a més d'haver estat contractada per iCat el 2022 on presentava el Loft amb Xènia Casado de dilluns a dijous, des del 2024 presenta el Loft amb Gal·la Castelltort i Alberto Gadel, dos influencers del panorama català.
La seva carrera dins del món de la comunicació va començar de nena, el 2013, a Youtube, en què feia vídeos d'entreteniment de tota mena en castellà, com ara videoblogs, rutines, experiències escolars i hauls ensenyant roba i objectes personals. A mitjans del 2021, va aparcar-lo per a passar-se a TikTok, on va decidir de fer contingut íntegrament en català.
Ha participat en diferents actes com ara la taula rodona de la Setmana del Talent Audiovisual al CCCB sobre creadors de plataforma, com a ponent del BizBarcelona a la Fira de Barcelona i a l'acte commemoratiu a les escoles ambaixadores del Parlament Europeu 2021-2022, entre altres esdeveniments. Addicionalment, el 2022 va ser triada com a comentarista del concurs Sona9, i va començar a presentar el programa de ràdio Loft amb Xènia Casado a la cadena iCat.
El febrer del 2023, va encetar un pòdcast titulat La Toneta, que va es va posicionar com un dels 10 més escoltats a Spotify a Espanya la mateixa setmana. El mateix any, va lliurar algunes estatuetes en la gala dels premis Enderrock, juntament amb la seva companya de ràdio Xènia Casado.
Entre el 2024 i el 2025, va protagonitzar dues polèmiques a les xarxes socials arran de declaracions fetes al Loft, la primera en referència a la vida sexual de la tiktoker valenciana Lola Lolita i la segona entorn d'un comentari que va fer sobre la varietat racial dels protagonistes del documental Revolució 304 de Lamine Yamal.